# نوميديا (رواية)
نوميديا رواية للروائي المغربي طارق بكاري. صدرت الرواية لأوّل مرة عام 2015 عن دار الآداب للنشر والتوزيع في بيروت. وهي رواية من الحجم المتوسط، تضم ثلاثة فصول، وقد دخلت في القائمة النهائية «القصيرة» للجائزة العالمية للرواية العربية لعام 2016، المعروفة باسم «جائزة بوكر العربية».

## الشخصيات
مراد الوعل، أو أوداد: طفل لقيط عثرعليه أحد رجال قرية "إغرم" "امحند"،الدي وجده في الشارع وأطلق عليه اسم "أوداد وتكلف بتربيته مع اولاده فأصبح والده بالتبني. "أوداد" وتعني الوعل، أصبح فيما بعد مراد وهو شاب مثقف ويساري وأستاد جامعي، كتب عن سلوكيات الجماعات الإسلامية المتطرفة، وأنتقدها، فباتت تطارده وتهدده بالقتل 
جوليا الفرنسية: تخفي أنها روائية محترفة، تسأل عن كل شيء في قرية إغرم
خولة: حبيبة مراد التي انتحرت خوفا من فضيحة الحمل خارج إطار الزواج
الطبيب: وهو طبيبه النفسي الذي يعد بالنسبة له خائنا لأنه يبيع ملفات مرضاه مقابل المال.
نضال: عشيقة وزيلته في الدراسة والعمل النضالي.
نوميديا: حبيبة مراد الأخيرة، أمازيغية خرساء وقع في حبها لتنسيه واقعه المرير، وانتقاما من القدر.

## المكان
قرية إغرم: هو فضاء مكاني في رواية نوميديا، هذه التسمية لا تعني قرية بعينها بل نوعا من القرى الأمازيغية المتاخمة للجبال الوعرة والعالية.

## أسلوب الرواية
يتّسم أسلوب الرواية بكونه البصمة الفنية التي يعتمدها الكاتب في بناء النص السردي، ويشمل عناصر متعددة مثل اللغة، السرد، وجهة النظر، الإيقاع، والأسلوب البلاغي، حيث تتنوّع اللغة بين البسيطة والعميقة، ويأخذ السرد أشكالًا خطية أو غير خطية، بينما تتعدد وجهات النظر بين الراوي العليم أو ضمير المتكلم أو الأصوات المتعددة. كما يتغيّر الإيقاع حسب المواقف، ويُوظّف الكاتب الاستعارات والرموز والتكرار لإضفاء عمق فني.

## الموضوعات
التطرف الديني: تحضر موضوعة التطرف الديني في الرواية من خلال استحضار السارد النضال الطلابي القاعدي والصراع مع الاسلاميين في الحرم الجامعي أو في محيطه، أو من خلال الحدث الارهابي ل 16 ماي بالدار البيضاء الذي أودى بحياة مصطفى.
الانتماء القبائلي الأمازيغي: لم يذكر في الرواية تحديد دقيق لانتماء مراد، إلا أنه ينتمي للقارة الأمازيغية.
العنف والفساد: ويتجلى العنف في أن أهل القرية مارسوا العنف على مراد في طفولته بالاهانة والضرب لأنه كان "لقيط"، وتتجلى الخيانة في الطبيب الذي كان يبيع ملفات مرضاه "الواقع العنيف يدفع الشخصيات للعنف والفساد والتطرف الذي يفكك المجتمعات".

## النقد
رواية نوميديا لطارق بكاري حظيت باهتمام نقدي واسع نظرًا لجرأتها في تناول قضايا الهوية والاغتراب النفسي في السياق المغربي المعاصر، حيث اعتُبرت نموذجًا سرديًا يعكس تمزق الذات بين الانتماء والرفض، وبين الماضي والحاضر. وقد أشاد النقاد بأسلوبها الشعري وتعدد الأصوات السردية، مما أضفى على النص عمقًا نفسيًا وفنيًا، كما تناولت الرواية تيمات متناقضة مثل الحب والخيانة، الموت والنجاة، والجسد كفضاء للتعبير عن الألم واللذة، مما جعلها مرآة للهواجس الوجودية للإنسان المعاصر في ظل تحولات اجتماعية وثقافية معقدة.حققت رواية نوميديا نجاحا في مستوى التلقي لدى جمهور القراء و النقاد. "لعل أهم الجوانب التي أثارت الاهتمام في بناء الرواية وبعدها الجمالي والانساني، ذلك التصوير التراجيدي للأحداث الذي تتوالى أحداثه وتتصاعد..." 

## الاقتباسات
اقتباسات تعكس الجو النفسي والوجودي الذي يعيشه البطل "مراد الوعل"، وتُظهر براعة الكاتب في تصوير الألم الداخلي والتمزق الإنساني بلغة شاعرية آسرة:
"المخيف في الصمت دائمًا هو أنه لا بد وأن يسلمك إلى صوت قد لا يكون مرغوبًا فيه."
"وحدها جراحات الروح لا تندمل، بل تواصل نزيفها كل يوم بغير انقطاع."
"وعود العشاق تمامًا كورودهم، سرعان ما تذبل."
"ما أبشع أن تعيد تركيب حياتك وكأنها شيء لا يخصك."
"كثيرًا ما نعد بأشياء أكبر منا، ونحن على ثقة أننا لن نكون في مستوى وعودنا، لكننا نورط أنفسنا في مستنقعاتها فقط ليكون للحظة الوعد طعم آخر."
"من عيوب البشر أن كل فرد لا ينفك ينظر إلى نفسه على أنه صرة الكون، وأن لا أحزان تفوق أحزانه."
"الغفران في كثير من الأحيان مرآة يرى الظالم فيها كل بشاعته."
"الإنسان لا يولد حين يبصقه رحم إلى الحياة، بل يولد حين يقوى على التذكر ويموت حين يبالغ في ذلك."

"الحياة أسوأ لعبة يتورط فيها أمثالي، نعم.. رغماً عني دخلت اللعبة بحصان أعرج."